# Rifugio Celso Gilberti
Il rifugio Celso Gilberti è un rifugio alpino della provincia di Udine (Friuli-Venezia Giulia), posto a 1.850 m s.l.m. sulle Alpi Giulie, sopra Sella Nevea, nel territorio del comune di Chiusaforte, su una rilevanza rocciosa, nel versante nord-ovest del gruppo del Monte Canin (al centro del "Vallon del Prevala", fra Sella Prevala e Bila Pec), che con il Monte Forato e l'Ursic formano la lunga muraglia calcarea del confine italo-sloveno a sud-est. È raggiungibile dal fondovalle sia a piedi su sentiero sia con una moderna telecabina ed è parte del comprensorio sciistico italo-sloveno del Canin, con la vista che spazia sulle stesse cime del Canin, sulla Catena Jôf Fuârt-Montasio a nord, e sull'alta Val Raccolana.

## Storia
Inaugurato nel 1934 è stato incendiato durante la seconda guerra mondiale e successivamente ristrutturato. È dedicato al forte alpinista udinese caduto giovanissimo sulla Paganella.

## Caratteristiche
Il rifugio è un caratteristico edificio in pietra, a tre piani con 14 vani complessivi fra i quali 8 camerette da 2 - 4 posti.

## Accessi
Il rifugio è collegato a Sella Nevea con una cabinovia. Può essere raggiunto a piedi in due ore di cammino per il sentiero che risale la pista da sci, oppure mediante il sentiero 635 del CAI lungo 6,5 km e percorribile in circa due ore. Si può raggiungere anche dal ricovero Crasso o dal bivacco Marussich.

## Ascensioni
Al Monte Canin (2.587 m) per la "Via delle Cenge"; al Monte Canin per la "Via ferrata Julia"; al Picco di Carnizza; al Monte Forato per la "via del foro".

## Traversate
Percorso botanico del Bila Pec.